# Harlaxton Manor

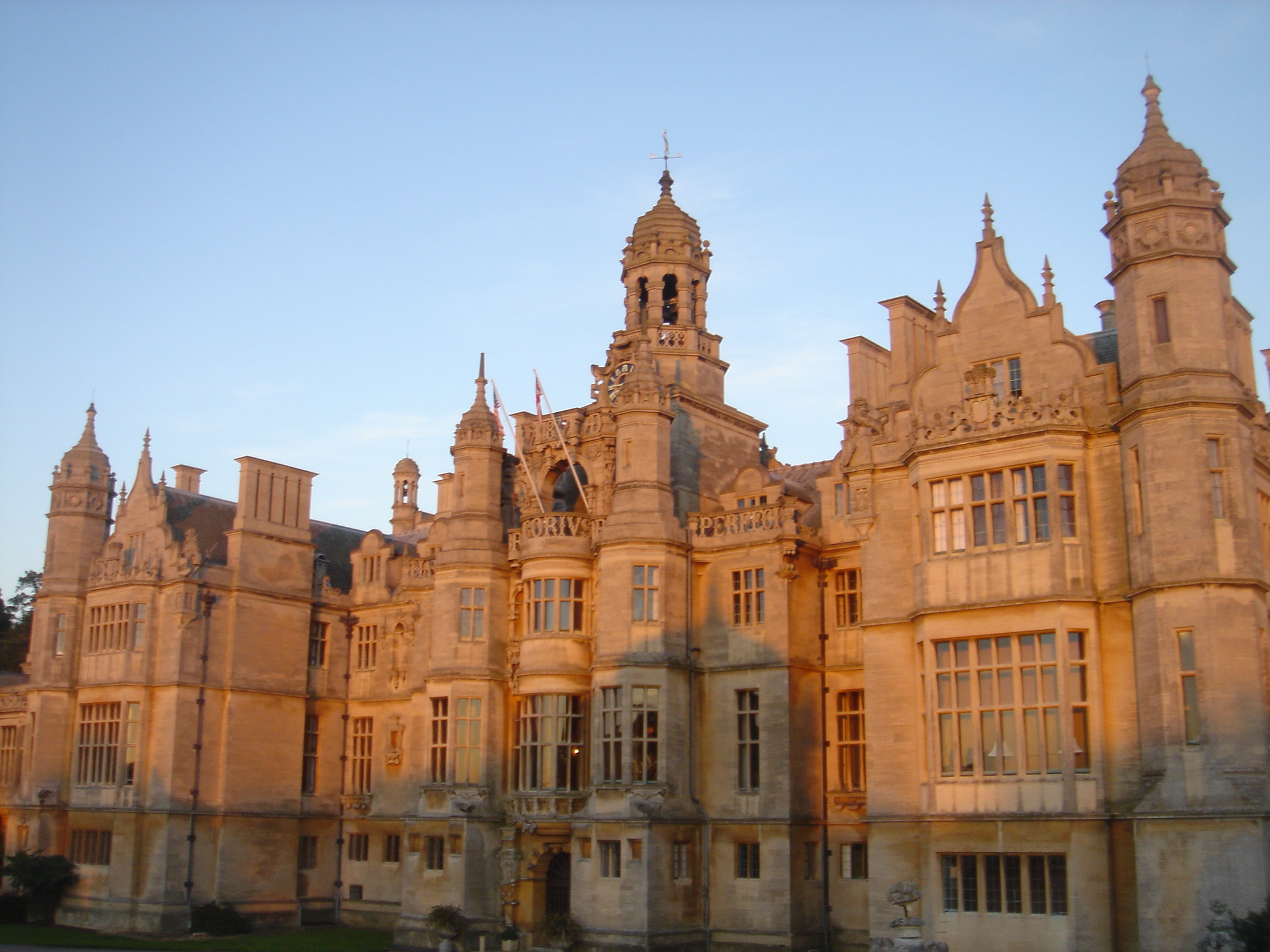
Fachada de Harlaxton Manor

Harlaxton Manor é um palácio da Inglaterra, localizado em Harlaxton, no Lincolnshire, mandado construir em 1837 por Sir Gregory Gregory.
O edifício acolhe, actualmente, o campus britânico da Universidade de Evansville. O palácio combina a arquitectura jacobeana e a arquitectura isabelina com reunidas com simetrias barrocas, de forma a criar um edifício mais exuberante que qualquer outro palácio isabelino ou jacobeano sobrevivente. O arquitecto original foi Anthony Salvin, o qual foi substituído por William Burn, sendo este último o responsável pelos detalhes interiores de Harlaxton.
Estudantes universitários vindos de escolas espalhadas por todos os E.U.A. residem em Harlaxton enquanto passam o semestre a estudar fora do seu país.

## História

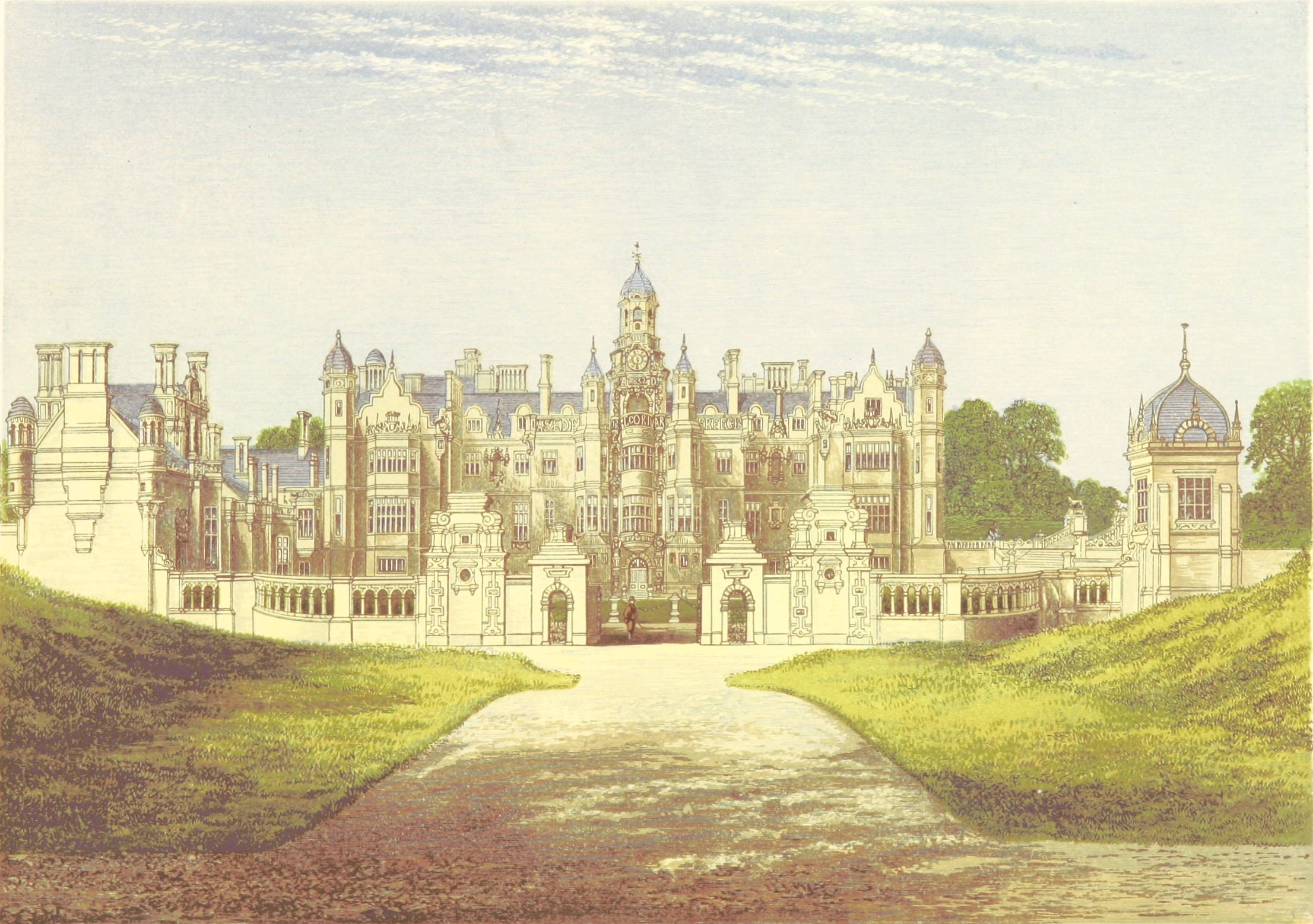
Harlaxton Manor em 1880

O actual palácio é o segundo Harlaxton Manor. O primeiro foi construído num local diferente durante o século XIV e usado como pavilhão de caça por João de Gante. Em 1475, a família de Ligne comprou o solar. O edifício original foi abandonado depois de 1780 e, depois de ser herdado por Gregory, foi demolido em 1857.
O actual palácio foi construído por Gregory entre 1837 e 1845, anunciando um renascimento da arquitectura isabelina. Depois da morte de Gregory, o solar passou para o seu primo George Gregory e depois, em 1860, para um parente afastado, John Sherwin. Depois do falecimento da esposa de Sherwin, em 1892, a propriedade passou para o seu afilhado Thomas Sherwin Pearson, que possuiu o edifício mas permitiu que este entrasse em decadência. Abandonado em 1935, o palácio foi comprado, em 1937, por Violet van der Elst, a viúva de um pintor e mulher de negócios, a qual desenvolveu o primeiro creme de barbear sem necessidade de escova. Violet restaurou o edifício e organizou-o de forma a que fosse electrificado.
Em 1943, a Royal Air Force usou o edifício para instalar uma companhia do 1º Batalhão da Divisão Britânica Aerotransportada. Cinco anos depois, Lady van der Elst foi forçada a vender o palácio, tendo este sido comprado Sociedade de Jesus que o usou como noviciado. Estes venderam o edifício, embora mantendo direitos sobre algumas das terras, à  Universidade de Stanford, em 1965. A Universidade de Evansville adquiriu o palácio em 1971. Imediatamente depois da compra da propriedade, a Universidade de Evansville começou a renovar todas as instalações, começando pelos elementos mais críticos.

## Harlaxton Manor na Actualidade
Presentemente Harlaxton Manor é conhecido como "Campus Britânico da Universidade de Evansville". Este consiste num colégio possuido e operacionalizado por norte-americanos, o qual acolhe um grande número de professores e alunos em busca de um pouco de aventura em cada semestre académico. Durante o Verão, o local é frequentemente usado para vários encontros, assim como para eventos sociais, tal como casamentos.
Todos os estudantes e instrutores de visita, na verdade, começam por residir tanto no palácio como na casa das carruagens, ao ensinar ou estudar no estrangeiro durante um semestre. Salas de aula e gabinetes estão instalados nas salas douradas e ornadas espalhadas por todo o edifício. Não é incomum organizar leituras na sala-de-jantar, por exemplo, ou existirem gabinetes nos antigos quartos.
O número médio de alunos ronda os 150 a 200 estudantes em cada semestre. A maioria do corpo de alunos é composta por estudantes da Universidade de Evansville. A partir de 1973, a Universidade também passou a receber alunos do William Jewell College. Actualmente, também existem alunos de várias outras instituições norte-americanas, entre as quais se encontram: Baker University, Converse College, Eastern Illinois University, Western Kentucky University, Lenoir-Rhyne College, University of Southern Indiana, Catawba College, Houston Baptist University e a University of Wisconsin-Eau Claire.
Durante o Verão acolhe o Festival Internacional de Música de Câmara de Harlaxton (Harlaxton International Chamber Music Festival), o qual atrai estudantes de música e académicos de todo o mundo.
É comum os estudantes sentirem-se perdidos ao chegar ao campus; começam então a explorar o edifício, encontrando frequentemente algumas passagens secretas ao longo do mesmo, Chegando muitas vezes a relatar visões de fantasmas.

## Harlaxton no cinema e na televisão
Harlaxton Manor foi usado por diversas vezes em filmagens, das quais se destacam:
- 1999 - cenas exteriores do filme The Haunting
- Cenas exteriores e interiores dos filmes
  - The Ruling Class
  - The Lady and the Highwayman
  - The Last Days of Patton.
- Também foi usado para gravar cenas do filme de drama da BBC, The Young Visitors.
- Mais recentemente foi cenário do programa televisivo Australian Princess.